# シバ (ミュージシャン)
シバ（しば・本名：三橋誠、1949年8月24日 - ）は、ブルース歌手。フォーク歌手。ブルースハープ奏者。三橋乙揶（みつはしおとや）、三橋誠、みつはしまこと名義で漫画家としても活動している。

## 歌手経歴
中津川フォークジャンボリーに、高田渡らと、武蔵野タンポポ団を結成後参加。グループ名の由来は、シバが河原でタンポポを食べていたから。『武蔵野タンポポ団の伝説』、『もうひとつの伝説』としてライブ盤発売。春一番コンサート参加。1972年 URCから1stアルバム『青い空の日』でデビュー。1973年 CBS・ソニーから2ndアルバム『コスモスによせる』発表。同時期のデモテープ集をアルバム『長距離電話』として、後に発表。ホーボーズ・コンサートの音源が発表。1975年 中川イサト名義オムニバスライブ『鼻歌とお月さん』を発表。1977年 ベルウッド・レコードからアルバム『夜のこちら』発表。ライブハウスでの演奏活動を精力的に行う。1992年 アルバム『帰還』を発表（収録曲「ジャックナイフ」の歌詞にクレームがつき破棄処分される）。1994年 アルバム『ピストル』発表。その後も多数アルバム発表を続ける。

## ディスコグラフィ

### アルバム
- 青い空の日（1972年、URCレコード、URL-1025）
- コスモスによせる（1973年、CBS・ソニー）
- 夜のこちら（1977年、ベルウッド・レコード）
- 耳の話（1991年5月23日）
- 帰還（1992年）
- BAD MORNING BLUES（1992年12月）
- ピストル（1994年、MIDNIGHT RECORDS、MIDN-1）
- 道 ON THE ROAD（1995年、MIDNIGHT RECORDS、MIDN-2）
- コスモスによせる RECOVERED（2001年、Seals Records）
- 長距離電話 RARE TRACKS '73-'74（2002年、Seals Records）
- ガードレールに足かけて（2003年、MIDNIGHT RECORDS、MIDN-3）
- シバ、高田渡を歌う（2003年、Seals Records）
- LIVE 新宿発・謎の電車（2006年、アルタミラミュージック）
- 真夜中を転がって（2008年、コロムビアミュージック）
- 帰還（復）（2017年、off note /Aurasia）

## 漫画家経歴
ペンネームは三橋乙揶。永島慎二のアシスタントを務め、漫画家修行をする。漫画雑誌「ガロ」「夜行」「幻燈」「アックス」などに作品発表。個人プレス「流れ星通信社」を主宰。同じく永島のアシスタントだった向後つぐお、村岡栄一らと共に、永島の作品「若者たち」のモデルとなっている。

### 著書
- かんからかん TBSコミックス1月増刊号, 梅田プロデュースセンター, 1967.12[2]
- ガリヴァーの宇宙論 ブックマン社, 1982.1
- ガリヴァーの生命起源論 ブックマン社, 1982.11
- 笑えいっ!!科学の法則集 創拓社, 1983.6
- 野辺は無く 青林堂, 1985.1
- 三橋乙揶読本 北冬書房, 1990.6
- 月の思い出 三橋乙揶漫画作品集 流れ星通信社, 2008.5

## 関連ミュージシャン
- いとうたかお
- 岩井宏
- 加川良
- 金森幸介
- 佐藤GWAN博
- 高田渡
- 中川イサト
- なぎら健壱
- 西岡恭蔵